# شاگرد (فیلم ۲۰۲۰)
شاگرد (انگلیسی: The Disciple) فیلمی دارم به کارگردانی چایتانیا تامانه است. این فیلم برای اولین بار در بخش اصلی هفتاد و هفتمین دوره جشنواره بین‌المللی فیلم ونیز اکران شد و توانست جایزه فیپرشی فدراسیون بین‌المللی منتقدان فیلم را از آن خود کند. این فیلم بعد از فیلم عروسی مانسون در سال ۲۰۰۱ اولین فیلمی است که توانست از کشور هندوستان به بخش اصلی جشنواره ونیز راه پیدا کند.
آلفونسو کوارون از تهیه‌کنندگان اجرایی این فیلم است.

## داستان
فیلم دربارهٔ خواننده‌ای است که با سخت‌کوشی و پیروی از سنت‌های اساتید قدیمی عمری را صرف رسیدن به جایگاه یک خواننده موسیقی سنتی هند کرده‌است. اما این خواننده با گذر زمان شک می‌کند که آیا ممکن است واقعاً بتواند به آن کیفیت برتری که مد نظر دارد دست پیدا کند؟